# Jannis Niewöhner
Jannis Niewöhner (Krefeld, 30 marzo 1992) è un attore tedesco.

## Biografia
Jannis Niewöhner è nato a Krefeld il 30 marzo 1992.
Ha esordito come attore nel 2002 in un episodio della serie televisiva Tatort. Nel 2005 ha recitato nel suo primo lungometraggio, Un'indimenticabile estate - Alla scoperta del tesoro perduto. Dopo aver lavorato in diversi film, nel 2013 viene scelto per interpretare il ruolo di Gidéon de Villiers nel film Ruby Red, tratto dal primo romanzo della Trilogia delle gemme di Kerstin Gier. Niewöhner tornerà a interpretare il ruolo anche nei due film sequel: Ruby Red II - Il segreto di Zaffiro (2014) e Ruby Red III - Verde smeraldo (2016).
Altri film da lui interpretati sono: Sommer (2008), Einer wie Bruno (2011), Doktorspiele (2014), Windstorm 2 - Contro ogni regola (2015), Jonathan (2016), Windstorm 3 - Ritorno alle origini (2017), Jugend ohne Gott (2017), High Society - Quando gli opposti si attraggono (2017), Narciso e Boccadoro (2020), Je Suis Karl (2021) e Monaco - Sull'orlo della guerra (2021).
In televisione ha recitato nelle serie Squadra Speciale Stoccarda, Squadra Speciale Colonia, Berlin Station,  Beat; nella miniserie Maximilian - Il gioco del potere e dell'amore e nel film televisivo Il disertore (2020).

## Filmografia

### Cinema
- Für immer Edelweiß, regia di Jens Schillmöller – cortometraggio (2004)
- Un'indimenticabile estate - Alla scoperta del tesoro perduto (Der Schatz der weißen Falken), regia di Christian Zübert (2005)
- TKKG und die rätselhafte Mind-Machine, regia di Tomy Wigand (2006)
- Le galline selvatiche e l'amore (Die wilden Hühner und die Liebe), regia di Vivian Naefe (2007)
- Der Baum, regia di Jan Martin Scharf – cortometraggio (2007)
- Sommer, regia di Mike Marzuk (2008)
- Puthuni hambagiya, regia di Ranjith Kuruppu (2008)
- Gangs, regia di Rainer Matsutani (2009)
- Freche Mädchen 2, regia di Ute Wieland (2010)
- Ein Tick anders, regia di Andi Rogenhagen (2011)
- Einer wie Bruno, regia di Anja Jacobs (2011)
- Nachtwächter, regia di Eike Frederik Schulz - cortometraggio (2012)
- Ruby Red (Rubinrot), regia di Felix Fuchssteiner (2013)
- Eltern, regia di Robert Thalheim (2013)
- Ruby Red II - Il segreto di Zaffiro (Saphirblau), regia di Felix Fuchssteiner (2014)
- Besser als nix, regia di Ute Wieland (2014)
- Doktorspiele, regia di Marco Petry (2014)
- Zehn Sekunden Himmel, regia di Tobias Schönenberg - cortometraggio (2014)
- Alles ist Liebe, regia di Markus Goller (2014)
- Für immer, regia di Nina Pourlak e Jasin Mjumjunov (2014)
- Windstorm 2 - Contro ogni regola (Ostwind 2), regia di Katja von Garnier (2015)
- The Girl King, regia di Mika Kaurismäki (2015)
- 4 Könige, regia di Theresa von Eltz (2015)
- Jonathan, regia di Piotr J. Lewandowski (2016)
- Ruby Red III - Verde smeraldo (Smaragdgrün), regia di Felix Fuchssteiner  (2016)
- Windstorm 3 - Ritorno alle origini (Ostwind 3: Aufbruch nach Ora), regia di Katja von Garnier (2017)
- Jugend ohne Gott, regia di Alain Gsponer (2017)
- High Society - Quando gli opposti si attraggono (High Society), regia di Anika Decker (2017)
- Mute, regia di Duncan Jones (2018)
- Asphaltgorillas, regia di Detlev Buck (2018)
- Il caso Collini (Der Fall Collini), regia di Marco Kreuzpaintner (2019)
- Kids Run, regia di Barbara Ott (2020)
- Narciso e Boccadoro (Narziss und Goldmund), regia di Stefan Ruzowitzky (2020)
- Cortex, regia di Moritz Bleibtreu (2020)
- Je Suis Karl, regia di Christian Schwochow (2021)
- Bekenntnisse des Hochstaplers Felix Krull, regia di Detlev Buck (2021)
- Monaco - Sull'orlo della guerra (Munich – The Edge of War), regia di Christian Schwochow (2021)

### Televisione
- Tatort – serie TV, 2 episodi (2002-2012)
- Von Müttern und Töchtern, regia di Olaf Kreinsen – film TV (2007)
- Sant'Agostino, regia di Christian Duguay – miniserie TV (2010)
- Undercover Love, regia di Franziska Meyer Price – film TV (2010) non accreditato
- Squadra Speciale Stoccarda (SOKO Stuttgart) – serie TV, 1 episodio (2011)
- Stolberg – serie TV, 1 episodio (2011)
- Ein Jahr nach morgen, regia di Aelrun Goette – film TV (2012)
- Il commissario Voss (Der Alte) – serie TV, 1 episodio (2012)
- Heroes - Catastrofe imminente (Helden - Wenn Dein Land Dich braucht), regia di Hansjörg Thurn – film TV (2013)
- Cuore selvaggio (In einem wilden Land), regia di Rainer Matsutani – film TV (2013)
- Squadra Speciale Colonia (SOKO Köln) – serie TV, 4 episodi (2005-2014)
- Bella Block – serie TV, 1 episodio (2015)
- Dengler – serie TV, 2 episodi (2015-2016)
- Maximilian - Il gioco del potere e dell'amore (Maximilian – Das Spiel von Macht und Liebe), regia di Andreas Prochaska – miniserie TV (2017)
- So auf Erden, regia di Till Endemann – film TV (2017)
- Berlin Station – serie TV, 2 episodi (2017)
- Beat – serie TV, 7 episodi  (2018)
- Il disertore (Der Überläufer), regia di Florian Gallenberger – film TV (2020)

## Riconoscimenti
- 2008 – Undine Awards
  - Nomination Miglior giovane attore non protagonista per Sommer

- 2014 – New Faces Awards
  - Nomination New Faces Award per Ruby Red

- 2015 – Festival internazionale del cinema di Berlino
  - EFP Shooting Star

- 2015 – Jupiter Award
  - Nomination Miglior attore tedesco per Alles ist Liebe

- 2016 – German Screen Actors Awards
  - Nomination Miglior giovane attore per 4 Könige

- 2017 – Bambi Awards
  - Nomination Miglior attore per Jugend ohne Gott e Maximilian - Il gioco del potere e dell'amore

- 2017 – Bayerischer Filmpreis
  - Miglior giovane attore per Jonathan e Jugend ohne Gott

- 2017 – Jupiter Award[2]
  - Miglior attore tedesco per Ruby Red III - Verde smeraldo

- 2017 – Roze Filmdagen Amsterdam (Pink Filmdays Amsterdam) LGBT Film Festival
  - Miglior attore per Jonathan

- 2019 – Hessian TV Award
  - Nomination Miglior attore per Jonathan

- 2019 – International Emmy Awards
  - Nomination Miglior attore per Beat

- 2020 – German Television Academy Awards
  - Nomination Miglior attore per Il disertore

- 2021 – German Film Awards
  - Nomination Miglior performance di un attore in un ruolo da protagonista per Je Suis Karl

## Doppiatori italiani
Nelle versioni in italiano dei suoi film, Jannis Niewöhner è stato doppiato da:
- Davide Perino in Ruby Red,  Ruby Red II - Il segreto di Zaffiro e Ruby Red III - Verde smeraldo
- Lorenzo De Angelis in Maximilian - Il gioco del potere e dell'amore e High Society - Quando gli opposti si attraggono
- Manuel Meli in Narciso e Boccadoro
- Flavio Aquilone in Sant'Agostino e Il disertore
- Marco Vivio in Beat
- Luca Mannocci in Monaco - Sull'orlo della guerra